# Баран, Владимир Данилович
Владимир Данилович Баран (укр. Володимир Данилович Баран; 9 августа 1927, село Демьянов, в нынешней Ивано-Франковской области, Украина — 5 ноября 2019, Киев) — советский и украинский историк и археолог, член-корреспондент НАН Украины (1995).

## Биография
В 1946 г. окончил Рогатинское педагогическое училище, а в 1950 г. — исторический факультет Львовского педагогического института. В 1951—1953 гг. заведующий отделением государственного архива Львовской области. С 1953 по 1967 г. научный сотрудник в Институте общественных наук АН УССР во Львове. В 1967—1969 гг. доцент кафедры Истории УССР в Львовском университете.
С 1969 г. и до последних дней работал в Институте археологии АН УССР (был переименован в Институт археологии НАН Украины). Некоторое время занимал должность заместителя директора и исполняющего обязанности директора, а с 1974 г. заведовал отделением славянской археологии (который сам и создал). В начале 70-х гг. был ответственным редактором ежеквартальника «Археология».
Доктор исторических наук с 1973 г. и профессор. Стал в 1991 г. лауреатом Государственной премии УССР в области науки и техники в составе коллектива: (Е. В. Максимов, Р. В. Терпиловский, О. М. Приходнюк и др.) за монографию «Славяне Юго-Восточной Европы в предгосударственный период» (издание 1990 г.).
С 1995 г. член-корреспондент НАН Украины, а также почётный член-корреспондент Германского археологического института.
С 2000 г. профессор кафедры археологии, античности и средневековья исторического факультета Львовского национального университета им. Ивана Франко.
Основные научные интересы — исследование происхождения славянских народов, раннеславянской истории, этнокультурных процессов в Восточной Европе I тыс. н. э. Занимался археологическими раскопками Репнёв I и II, Ракобуты (Львовская область), Зелёный Гай, Звыняч (Тернопольская область), Бовшев II (Ивано-Франковская область), Рашкив I, II и III (Черновицкая область) и др.

## Научные работы

### Монографии
- Баран В. Д. Давні слов’яни. — К: Альтернативи, 1998. — 336 с.
- Баран В. Д. Поселення перших століть нашої ери біля села Черепин. — К.: Академія наук УССР, 1961. — 126 с.
- Баран В. Д. Пражская культура Поднестровья (по материалам поселений у с. Рашков). — К.: Академія наук УССР, 1988. — 160 с.
- Баран В. Д. Ранні слов’яни між Дністром і Прип’яттю. — К., 1972. — 244 с.
- Баран В. Д. Слов’янське поселення середини I тисячоліття нашої ери біля села Теремці на Дністрі. — К.: Інститут археології НАН України, 2008. — 134 с.
- Баран В. Д. Черняхівська культура. За матеріалами Верхнього Дністра і Західного Бугу. — К., 1981. — 264 с.
- Баран В. Д., Баран Я. В. Історичні витоки українського народу. — К.: Генеза, 2005. — 208 с.
- Баран В. Д., Баран Я. В. Походження українського народу. — К., 2002. — 404 с.
- Баран В. Д., Гопкало О. В. Черняхівські поселення басейну Гнилої Липи. — К., 2005. — 144 с.
- Баран В. Д., Козак Д. Н., Терпиловський Р. В. Походження слов’ян. — К., 1991.

### Статьи
- Баран В. Д. Деякі підсумки дослідження поселень черняхівського типу у верхів’ях Дністра і Західного Бугу // Слов’яно-руські старожитності. — К., 1969. — С. 35—45.
- Баран В. Д. До питання про ліпну кераміку культури полів поховань черняхівського типу у межиріччі Дністра і Західного Бугу // Матеріали і дослідження з археології Прикарпаття і Волині. — 1961. — Вип. 3. — С. 77—87.
- Баран В. Д. Етнокультурний розвиток Східнокарпатського регіону у VI—VII ст. // Етногенез та етнічна історія населення Українських Карпат. У 4 т. Т. І: Археологія та антропологія. — Львів, 1999. — С. 263—308.
- Баран В. Д. Некоторые итоги изучения раннеславянских древностей Верхнего Поднестровья и Западной Волыни // Archeologicke rozhledy. XX-5. — Praha, 1968. — S. 583—593.
- Баран В. Д. Памятники черняховской культуры // Археология Прикарпатья, Волыни и Закарпатья (раннеславянский и древнерусский периоды). — К., 1990. — С. 47—55.
- Баран В. Д. Памятники черняховской культуры бассейна Западного Буга (раскопки 1957—1960 гг.) // Материалы и исследования по археологии СССР. — 1964. — № 116. — С. 213—252.
- Баран В. Д. Поселення І тис. н. е. в с. Ракобути на Західному Бузі // Матеріали і дослідження з археології Прикарпаття і Волині. — 1962. — Вип. 4. — С. 80—91.
- Баран В. Д. Поселення черняхівського типу поблизу с. Дем’янів у Верхньому Подністров’ї // Археологія. — 1971. — № 1. — С. 103—113.
- Баран В. Д. Поселення черняхівської культури поблизу Звинячина і Макарівки Чернівецької області // Археологічні дослідження в Україні в 1969 році. — 1972. — Вип. 4. — С. 220—224.
- Баран В. Д. Пражская культура // Археология Прикарпатья, Волыни и Закарпатья (раннеславянский и древнерусский периоды). — К., 1990. — С. 59—68.
- Баран В. Д. Процеси східнослов’янського культурогенезу у другій половині I тисячоліття н. е. // Вісник Інституту археології. — 2006. — Вип. 1. — С. 39—45.
- Баран В. Д. Раннеславянское поселение у с. Репнева (Репнев-ІІ) на Западном Буге // Материалы и исследования по археологии СССР. — 1963. — № 108. — С. 351—365.
- Баран В. Д. Ранньослов’янське поселення у с. Зелений Гай на Дністрі // Середні віки на Україні. — 1971. — Вип. І. — С. 121—128.
- Баран В. Д. Розкопки на поселенні І тисячоліття н. е. в с. Ріпневі (Ріпнів-ІІ), Львівської області, в 1957 р. // Матеріали і дослідження з археології Прикарпаття і Волині. — 1959. — Вип. 2. — С. 102—113.
- Баран В. Д. Славяне в середине I тыс. н. э. // Проблемы этногенеза славян. — К., 1978. — С. 5—39.
- Баран В. Д. Слов’яни у другій чверті І тис. н. е. // Давня історія України. — К., 2000. — Т. 3. — С. 39—60.
- Баран В. Д. Слов’янське поселення середини I тисячоліття н. е. біля с. Теремці на Дністрі // Вісник Інституту археології. — 2008. — Вип. 3. — С. 38—67.
- Баран В. Д. Сложение раннесредневековой культуры и проблема расселения славян // Славяне на Днестре и Дунае: Сб. науч. тр. — К., 1983. — С. 5—48.
- Баран В. Д. Становлення ранньосередньовічних слов’янських культур та основні шляхи розселення слов’ян // Записки Наукового товариства ім. Т. Шевченка. — Т. CCXXV. Праці іст.-філос. секції. — Львів, 1993. — С. 59—86.
- Баран В. Д. Черняхівська культура — поліетнічне утворення на території Південно-Східної Європи // Археологія давніх слов’ян: Дослідження і матеріали. — К., 2004. — С. 91—102.
- Баран В. Д. Черняховская культура в междуречье Верхнего Днестра и Западного Буга в свете новейших исследований // Краткие сообщения Института археологии АН СССР. — 1970. — Вып. 121. — С. 7—12.
- Баран В. Д., Зеленецька І. Б., Бобровська О. В. Охоронні розкопки багатошарового поселення Куропатники на Прикарпатті // Охорона та охоронні дослідження пам’яток археології України. — Вінниця, 1990. — С. 10—11.
- Baran V. Die frűhslawische Siedlung von Raškov, Ukraine // Beiträge zur Allgemeinen und Vergleichenden Archäologie. — Verlag Philipp von Zabern, Bd 8. — Mainzam Rhein, 1986. — S. 73—176.
- Baran V. Entstehung und Ausbreitung der frühslawischen Kulturen // Starigard-Oldenburg ein slawischen Herrschersitz des frühen Mittelalters in Ostholstein. — Neumünster, 1991. — S. 29—51.
- Baran V. Siedlungen der Cernjachov-Kultur am Bug und oberen Dnestr // Zeitschrift fűr Archäologie. — 1973. — № 1. — S. 30—40.